# Roosevelt Gardens
Roosevelt Gardens ist ein census-designated place (CDP) im Broward County im US-Bundesstaat Florida. Das U.S. Census Bureau hat bei der Volkszählung 2020 eine Einwohnerzahl von 2.749 ermittelt.

## Geographie
Franklin Park grenzt direkt an die Städte Lauderhill und Fort Lauderdale.

## Demographische Daten
Laut der Volkszählung 2010 verteilten sich die damaligen 2456 Einwohner auf 919 Haushalte. Die Bevölkerungsdichte lag bei 3070,0 Einw./km². 2,2 % der Bevölkerung bezeichneten sich als Weiße, 96,5 % als Afroamerikaner und 0,1 % als Indianer. 0,3 % gaben die Angehörigkeit zu einer anderen Ethnie und 0,9 % zu mehreren Ethnien an. 2,0 % der Bevölkerung bestand aus Hispanics oder Latinos.
Im Jahr 2010 lebten in 47,3 % aller Haushalte Kinder unter 18 Jahren sowie 22,0 % aller Haushalte Personen mit mindestens 65 Jahren. 73,1 % der Haushalte waren Familienhaushalte (bestehend aus verheirateten Paaren mit oder ohne Nachkommen bzw. einem Elternteil mit Nachkomme). Die durchschnittliche Größe eines Haushalts lag bei 3,15 Personen und die durchschnittliche Familiengröße bei 3,63 Personen.
34,7 % der Bevölkerung waren jünger als 20 Jahre, 25,1 % waren 20 bis 39 Jahre alt, 27,1 % waren 40 bis 59 Jahre alt und 12,0 % waren mindestens 60 Jahre alt. Das mittlere Alter betrug 31 Jahre. 49,0 % der Bevölkerung waren männlich und 51,0 % weiblich.
Das durchschnittliche Jahreseinkommen lag bei 28.750 $, dabei lebten 42,1 % der Bevölkerung unter der Armutsgrenze.
Im Jahr 2000 war Englisch die Muttersprache von 100 % der Bevölkerung.

## Verkehr
Der CDP wird von der Florida State Road 838 tangiert. Der Flughafen Fort Lauderdale befindet sich etwa 7 km entfernt.